# بترا روتشكوفا
بترا روتشكوفا (بالتشيكية: Petra Růčková)‏ مواليد 8 فبراير 1989 في التشيك، هي لاعبة كرة يد تشيكية تلعب كوسط مدافع. مثلت منتخب التشيك لكرة اليد للسيدات.

## سجل المنافسة
شاركت في البطولات التالية:
- بطولة العالم لكرة اليد للسيدات 2013
- بطولة أوروبا لكرة اليد للسيدات 2012
- بطولة أوروبا لكرة اليد للسيدات 2016

## روابط خارجية
- بترا روتشكوفا على موقع الاتحاد الأوروبي لكرة اليد (الإنجليزية)